# Iljusjin Il-38

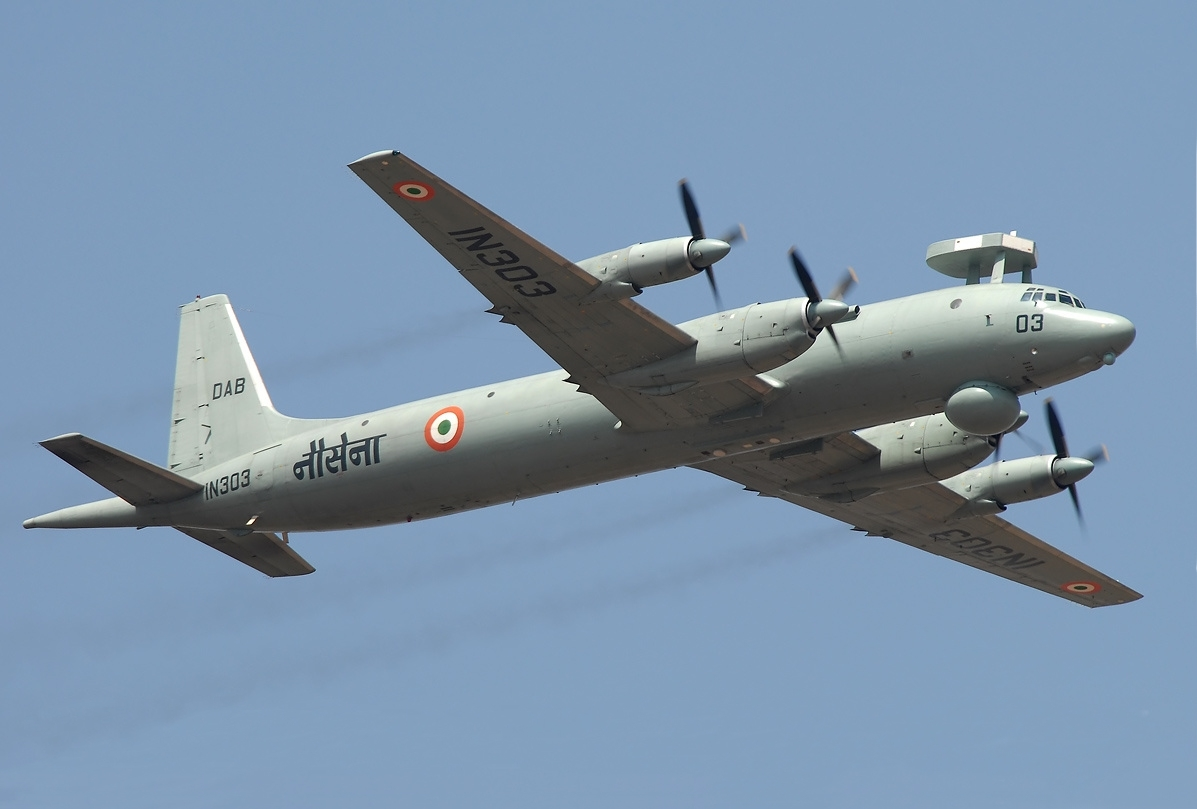
En indisk Il-38SD visar både den äldre Berkut-radarn under nosen och den nya Sea Dragon-radarn ovanför cockpit.

Iljusjin Il-38 (NATO-rapporteringsnamn May) är ett marinspanings- och ubåtsjaktflygplan utvecklat i Sovjetunionen i början av 1960-talet. Det är baserat på det civila passagerarflygplanet Iljusjin Il-18.

## Historia
I takt med att ballistiska robotar baserade på ubåtar började bli ett allt större hot mot Sovjetunionen ökade också behovet av att kunna jaga ubåtar på öppet hav. En av de viktigaste komponenterna var ett flygplan som kunde övervaka stora havsytor och som snabbt kunde nå och undersöka ubåtskontakter.
18 juni 1960 beslutade Sovjetunionens ministerråd att Iljusjin skulle bygga ett ubåtsjaktflygplan att fylla den rollen. Kravet var att den skulle kunna ta 5850 kg last till ett målområde på 2 000 km avstånd och patrullera där i minst tre timmar. Genom att utgå från det redan existerande flygplanet Il-18 lyckades man producera en fungerande prototyp på bara lite drygt ett år. Även om flygplanet var färdigt drabbades spaningssystemen, framför allt radarn Berkut och hydrofonbojsystemet, av flera problem som gjorde att det dröjde till 1969 innan flygplanstypen till slut togs i bruk.
Enda exportkunden är Indien som köpte fem flygplan som levererades 1977. Däremot har sovjetiska Il-38:or ofta baserats i allierade länder. Första baseringen var i Kairo 1969–1972, följt av Aden i dåvarande Sydjemen och Asmara i dåvarande Etiopien. En Il-38 baserad i Asmara sköts ner av eritreanskt jaktflyg 1984. Från 1969 till 1981 flögs 4095 uppdrag med Il-38 på totalt 24 570 timmar vilket resulterade i 172 upptäckta ubåtar.

## Konstruktion
Il-38 är ett lågvingat, fyrmotorigt flygplan helt i metall. Jämfört med Il-18 flyttades vingarna framåt ca tre meter för att kompensera att tyngdpunkten flyttades framåt av radarn och vapenlasten. Flygkroppen är också förlängd med ca fyra meter.
Något som till en början ifrågasattes var avsaknaden av defensiva vapensystem. Sovjetiska militärflygplan från den här tiden hade ofta ett kanontorn längst akterut med 23 mm automatkanoner för självförsvar. Sergej Iljusjin försvarade avsaknaden av denna med att det sparade 1 800 kg vikt och en besättningsman. Flygplanet var dessutom tänkt att huvudsakligen verka inom den egna luftförsvarszonen och på låg höjd där risken för upptäckt var liten. Avsaknaden av dylika vapensystem på den amerikanska motsvarigheten Lockheed P-3 Orion bidrog också till att övertyga skeptikerna.
Ett annat problem var radarn. För att kunna spana horisonten runt var den monterad under buken strax framför vapenutrymmet, inte i nosen. Det gjorde att den var i vägen om flygplanet skulle bli tvunget att nödlanda på vatten. Radarn skulle då slå i först, slitas loss och riva upp buken på flygplanet som snabbt skulle sjunka. Iljusjin försvarade sig återigen med att flygplanet i nödfall kunde flyga på bara två motorer och att en nödlandning på vatten därför var föga sannolik. 
Radarn håller också reda på hydrofonbojarnas positioner. Hydrofonbojarna är försedda med radartransponder och deras lägen matas automatiskt in i centraldatorn SPIU. Också signalerna från hydrofonbojarna matas in i SPIU som försöker räkna ut positionen för upptäckta kontakter. Il-38 var det första sovjetiska flygplan som var utrustat med en centraldator.

## Användare
- Sovjetunionens flotta – 65 flygplan
  - Norra flottan, 24:e marinflygregementet i Severomorsk
  - Stillahavsflottan, 77:e marinflygregementet i Nachodka
  - Östersjöflottan, 145:e marinflygregementet i Skulte
- Rysslands flotta – 26 flygplan
  - 403:e blandade flygregementet i Severomorsk
  - 317:e blandade flygregementet i Petropavlovsk-Kamtjatskij
  - 289:e marinflygregementet i Nachodka
- Indiens flotta – Fem flygplan
  - 315:e divisionen Winged Stallions.

2001 uppgraderades samtliga Indiens flygplan till Il-38SD Sea Dragon. Två av dem kolliderade under en flyguppvisning 2011.